# Michael Novak (calciatore)
Michael Novak (Sankt Veit an der Glan, 30 dicembre 1990) è un calciatore austriaco, difensore del SV Treibach.

## Caratteristiche tecniche
È un terzino sinistro.

## Carriera
È cresciuto nelle giovanili del St. Veit